# 양평 옥천리 당간지주
양평 옥천리 당간지주는 대한민국 경기도 양평군 옥천면 옥천리에 있다. 1986년 5월 30일 양평군의 향토유적 제8호로 지정되었다. 간대와 기단 및 1기의 지주는 결실되고 1기의 지주만 남아있다. 주민들의 말에 의하면 일제시대에 일인 경찰서장이 지주 1기를 양평읍 양근리 소재 갈산으로 옮겨 황국신민서사를 새겨 세웠다고 하나 현재까지 확인되지 않는다. 각면의 치석과 조법으로 보아 통일신라말~고려 초의 작품으로 추정된다. 당간의 규모는 높이 305cm, 폭 50cm, 두께 36cm이다. 주민에 의하면 이곳에 대원사라는 절이 있었다고 한다.